# ASTREDHOR
 (février 2025).
La mise en forme du texte ne suit pas les recommandations de Wikipédia : il faut le « wikifier ».
Les points d'amélioration suivants sont les cas les plus fréquents :
- Les titres sont pré-formatés par le logiciel. Ils ne sont ni en capitales, ni en gras.
- Le texte ne doit pas être écrit en capitales (les noms de famille non plus), ni en gras, ni en italique, ni en « petit »…
- Le gras n'est utilisé que pour surligner le titre de l'article dans l'introduction, une seule fois.
- L'italique est rarement utilisé : mots en langue étrangère, titres d'œuvres, noms de bateaux, etc.
- Les citations ne sont pas en italique mais en corps de texte normal. Elles sont entourées par des guillemets français : « et ».
- Les listes à puces sont à éviter, des paragraphes rédigés étant largement préférés. Les tableaux sont à réserver à la présentation de données structurées (résultats, etc.).
- Les appels de note de bas de page (petits chiffres en exposant, introduits par l'outil «  Source ») sont à placer entre la fin de phrase et le point final[comme ça].
- Les liens internes (vers d'autres articles de Wikipédia) sont à choisir avec parcimonie. Créez des liens vers des articles approfondissant le sujet. Les termes génériques sans rapport avec le sujet sont à éviter, ainsi que les répétitions de liens vers un même terme.
- Les liens externes sont à placer uniquement dans une section « Liens externes », à la fin de l'article. Ces liens sont à choisir avec parcimonie suivant les règles définies. Si un lien sert de source à l'article, son insertion dans le texte est à faire par les notes de bas de page.
- La présentation des références doit suivre les conventions bibliographiques. Il est recommandé d'utiliser les modèles {{Ouvrage}}, {{Chapitre}}, {{Article}}, {{Lien web}} et/ou {{Bibliographie}}. Le mode d'édition visuel peut mettre en forme automatiquement les références.
- Insérer une infobox (cadre d'informations à droite) n'est pas obligatoire pour parachever la mise en page.

Pour une aide détaillée, merci de consulter Aide:Wikification.
Si vous pensez que ces points ont été résolus, vous pouvez retirer ce bandeau et améliorer la mise en forme d'un autre article.
 (février 2025).
 (février 2025).
Vous venez d’apposer le modèle de débat d'admissibilité.
Avant toute chose, veuillez créer la page de débat correspondante en cliquant ici.
- Une fois la page de vote initialisée, rafraîchissez cette page, et le bandeau prendra son aspect définitif.
- Si votre débat d'admissibilité est groupé (le motif et l’argumentation doivent être les mêmes), modifiez cette page pour ajouter au modèle le paramètre « cat » suivi du nom de la page de discussion de l’article pour lequel la page de débat existe déjà (ex. : cat=Discussion:Nom_de_l'autre_article). Ensuite, suivez les nouvelles instructions qui apparaissent.
- Vous pouvez également utiliser le paramètre « type » pour faciliter l’accès aux critères d’admissibilité. Exemple : {{suppression|type=mot-clé}}. Liste des mots-clés existants : fiction, musique, art visuel, fanzine, jeu de société, porno, sportif, association, enseignement, société, site web, route, nombre, (Liste complète ici).

| 1. | Créez la page de débat d'admissibilité.                                                                      | Sauvegardez d’abord la page pour l’initialiser puis indiquez votre motivation.   |
| 2. | Important : ajoutez une entrée dans la section Débat d'admissibilité du jour.                                | Utilisez ce texte : *{{L\|ASTREDHOR}}                                            |
| 3. | Pensez à informer les contributeurs principaux de la page et les projets associés lorsque cela est possible. | Utilisez ce texte : {{subst:Avertissement débat d'admissibilité\|ASTREDHOR}}~~~~ |

Association créée en 1995, ASTREDHOR – Institut des professionnels du végétal, accompagne les acteurs du secteur pour relever les défis techniques, économiques et environnementaux des filières de l'horticulture, de la production, de l'agro-fourniture, de la distribution, de la fleuristerie et du paysage. Véritable laboratoire d’innovation, l'institut mène des projets de recherche répondant aux enjeux technologiques, économiques et aux impératifs environnementaux du secteur. Ces travaux permettent de proposer aux professionnels une approche innovante et dynamique pour appréhender la transformation de leurs pratiques dans le développement de leurs activités au travers d’expertises, de formations et de conseils. 
Près de 100 actions de recherche nationales et régionales sont conduites chaque année par ASTREDHOR. Cet institut technique agricole (ITA) qualifié par l'État depuis 2008 regroupe près de 70 ingénieurs, expérimentateurs, doctorants et docteurs, conseillers (complété par un réseau de conseillers labellisés) et plus de 1 100 adhérents. 
ASTREDHOR est membre de l'Association de coordination technique agricole (ACTA), tête de réseau des instituts techniques agricoles, et centre partenaire de l'Association de Coordination Technique pour les Industries Agroalimentaires (ACTIA).

## Missions
ASTREDHOR a pour missions : 
La recherche appliquée
ASTREDHOR - Institut des professionnels du végétal conduit chaque année près d’une centaine de projets de recherche et d’innovation publics et privés. Ces recherches portent sur l’acquisition de nouvelles solutions, de nouvelles pratiques, de nouvelles connaissances. Elles permettent de développer des technologies et des innovations de pointe. En mettant la recherche au service de l’industrie, notre institut œuvre pour favoriser la durabilité, la qualité et la rentabilité de toute la filière du végétal.
L'accompagnement des professionnels
L’institut propose une gamme de services sur-mesure visant à aider les professionnels de la filière à répondre rapidement aux défis qui se présentent :
- Formation professionnelle.
- Conseil technique en entreprise.
- Expertise.
- Veille et documentation.

En tant qu'ITA, ASTREDHOR - Institut des professionnels du végétal fait remonter les attentes des professionnels, crée de l'innovation d'intérêt général, apporte de l'expertise et transfère ses connaissances et résultats aux professionnels de la filière du végétal. Il est l'interlocuteur privilégié des partenaires du monde économique et de la recherche pour l'innovation horticole en France.
Les recherches menées par ASTREDHOR ont pour objectif d'améliorer les performances techniques, économiques et environnementales des entreprises françaises de la filière. 

## Thématiques de recherche
Les travaux de recherche et d’innovation réalisés par ASTREDHOR répondent à des besoins de productivité, de compétitivité et de développement durable de la part des professionnels et des politiques publiques.
Les principaux domaines de recherches sont les suivants :
- Systèmes alternatifs, accompagnement des transitions (méthodes alternatives aux produits phytosanitaires, efficience des intrants, adaptation au changement climatique...)
- Ingénierie verte et services écosystémiques (agricultures urbaines, végétaux fonctionnels et végétal en ville)
- Valorisation industrielle pour la bioéconomie (fleurs comestibles, chimie du végétal...)
- Économie et marchés (étude des marchés et des attentes des consommateurs dans le domaine de l'horticulture et de la fleuristerie[1])
- Horticulture connectée (outils d'aide à la décision, robotisation...)

## Organisation
ASTREDHOR - Institut des professionnels du végétal s’appuie sur six unités régionales et 5 stations d’expérimentation qui portent les projets de l’institut et les déclinent au sein de leur territoire. 
L'organisation d'ASTREDHOR - Institut des professionnels du végétal permet de répondre aussi bien à des besoins locaux spécifiques mais également à des problématiques nationales et internationales exprimées par les professionnels et les pouvoirs publics. 

### Les Unités Territoriales d'ASTREDHOR
- ASTREDHOR Est

- ASTREDHOR Loire-Bretagne
- ASTREDHOR Méditerranée
- ASTREDHOR Auvergne-Rhône-Alpes
- ASTREDHOR Seine-Manche
- ASTREDHOR Sud-Ouest

### Liste des Unités Mixtes Technologiques
- UMT FioriMed² (co-conception de stratégies de protection intégrée, développement de nouvelles technologies innovantes, élaboration de méthodes et d’outils pour l’évaluation en dynamique de l’état sanitaire des cultures…)
- UMT STRATège (étude de nouvelles stratégies techniques et marketing pour mieux répondre au marché horticole urbain)[2]
- UMT FUP (durabilité des fermes urbaines professionnelles)

## Histoire
En 2012, considérant que l’horticulture ornementale a des marchés voisin du secteur des plantes aromatiques avec des convergences dans la gestion des activités d’expérimentation, un rapprochement/fusion entre l’Institut technique interprofessionnel des plantes à parfum, médicinales, aromatiques et industrielles (ITEIPMAI) et ASTREDHOR est prévu et annoncé au 1er janvier 2015. Ce projet d’institut commun est remis en cause, en contraignant les deux instituts techniques à redéposer leur dossier de qualification en tant qu’institut technique sur une base individuelle et à soutenir leurs projets respectifs devant l’Acta sur le second semestre 2014. La qualification individuelle d’ASTREDHOR a d’ailleurs été confirmée par l’arrêté du ministère de l’Agriculture du 1er avril 2015.